# اشتباكات طرابلس 2018
اشتباكات طرابلس 2018 كما يُشار إليها أحيانًا باسمِ معركة طرابلس 2018 هي سلسلة من الاشتباكات التي استمرت لمدة شهر في طرابلس عاصمة ليبيا التي تقبعُ تحتَ سيطرة حكومة الوفاق الوطني خلال الحرب الأهلية الليبية الثانيّة. تسبّبت هذه الاشتباكات في مقتل 115 شخصًا حتى يوم توقيع وقف إطلاق النار.
بدأت الاشتباكات الأولية في الفترة من 27 آب/أغسطس حتى وقف إطلاق النار المؤقت في 29 آب/أغسطس، ثمّ عادت لترتفعَ وتيرة القتال من جديد في 20 سبتمبر؛ عندما قالَ لواء الصمود بقيادة صلاح بادي إنه نجحَ في الاستيلاء على مخيم حمزة في مشروع الهضبة؛ أمّا في جنوب طرابلس فقد تمّ طرد مليشيات غنيوة" ما أدى إلى خرقِ وقف إطلاق النار الذي رعته الأمم المتحدة.
خلال المصادمات في الثالث من سبتمبر؛ وردَ أن 400 سجينًا فروا من سجن عين زارة نتيجة للعنف، وفي 20 سبتمبر مم نفسِ العام تسببت المواجهات في المدينة في إغلاق المطار فيما أصدرت بعثة الأمم المتحدة للدعم في ليبيا بيانًا أدانت فيه تجدد القتال ودعت إلى وقف فوري لإطلاق النار. لقد خلّفت الاشتباكات حول المطار والأحياء في جنوب طرابلس ضررًا كبيرًا نوعًا ما بالبنية التحتية للمدينة وبخاصّة شبكة الكهرباء. بعد حوالي الشهر من اندلاعِ تلك المواجهات؛ وبالتحديدِ في 25 سبتمبر؛ تمّ توقيع اتفاقيّة وقف إطلاق النار وإنهاء المعركة.

## ردود الفعل

### محليًا
- حكومة الوفاق الوطني: اعترفَ الرئيس فايز السراج في خطاب بثه التلفزيون بأن اللواء السابع قد تم حلّه ودعا إلى احترام وقف إطلاق النار.[9]
- الجيش الوطني الليبي: نفى قائد ما يُعرف بالجيش الوطني الليبي الجنرال خليفة حفتر أن تكون له علاقة بميليشيات طرابلس وما حصل هناك،[10] لكنّه عاد ليؤكد: «عندما يحين الوقت المناسب؛ سنتحرك صوب طرابلس.[11]»

### دوليًا
على مستوى الدول
- المملكة المتحدة: في أغسطس/آب غرّدَ السفير البريطاني في ليبيا فرانك بيكر على حسابهِ الرسمي في شبكة تويتر قائلًا: «أُعبر عن قلقي البالغ من الاشتباكات في طرابلس ... ندعو جميع الأطراف إلى وقف العمل العسكري وَحماية المدنيين واحترام القانون الدولي والدخول في حوار لتهدئة الوضع في ليبيا.[12]» وفي بيان مشترك؛ أعربت كل من الولايات المتحدة، إيطاليا وفرنسا عن قلقهم إزاء الوضع الذي قد يتسبّبُ في «عدم الاستقرار».[9]
- فرنسا: دعا وزير الخارجية الفرنسي جان إيف لودريان مجلس الأمن التابع للأمم المتحدة إلى فرض عقوبات على «الميليشيات المعنيّة»؛ وأضاف: «لمواجهة تدهور الوضع الأمني في طرابلس؛ يجب أن نكون أكثر صرامة معَ تلك الميليشيات التي تريد أن تبقي على الوضع الراهن لصالحها.[13]»

على مستوى المنظمات
- الأمم المتحدة: دعت بعثة الأمم المتحدة للدعم في ليبيا إلى إنهاء الاشتباكات وكذلك التمسك بوقف إطلاق النار.
- الاتحاد الأوروبي: أدان الموفد الأوروبي إلى ليبيا ما جرى من أحداثِ عنف؛ واسترسل: «إن وفد الاتحاد الأوروبي ورؤساء بعثات الاتحاد الأوروبي في ليبيا يدينون بشدة التصعيد الأخير للعنف في طرابلس الذي تسبب في سقوط قتلى وجرحى وتهجير مدنيين من المدينة كما خلّف أضرارًا على مُستوى البنية التحتية.[14]»